# Ladonien
Ladonien är en  skulpturpark som anlagts utan tillstånd i Kullabergs naturreservat i Skåne, av konstnären Lars Vilks. Skulpturparken har även utropats till en  "självständig stat", en konceptuell mikronation, som är byggd på "ockuperad svensk mark". Utropandet gjordes 2 juni 1996 med storleken 1 km².

## Konst
Skulpturerna Nimis (1980) och Arx (1991) skapade många bekymmer för konstnären Vilks då dessa var uppförda inom naturreservatet Kullaberg. Myndigheterna krävde att konstverken skulle tas bort, men det genomfördes aldrig. En tredje skulptur, Omfalos (1999), forslades bort den 9 december 2001 efter beslut i tingsrätten.
I januari 2002 ansökte Vilks hos länsstyrelsen att få bygga ett minnesmärke över Omfalos.
Ladonien har även inspirerat till bergslöpartävlingen Ladonia Mountain Trophy som genomförts under 10 års tid med sista loppet 10 juli 2010.

## Ladonien som nation
Den huvudsakliga verksamheten i Ladonien är konst. Självständighetsdagen 2 juni brukar på internet firas med en elefantparad i form av fotomontage, och även många andra av konstverken i Ladonien föreställer bilder eller filmer som klippts in i bakgrunder från skulpturparken vid havet. 2009 hölls under hela sommarhalvåret den första konstbiennalen i Ladonien.

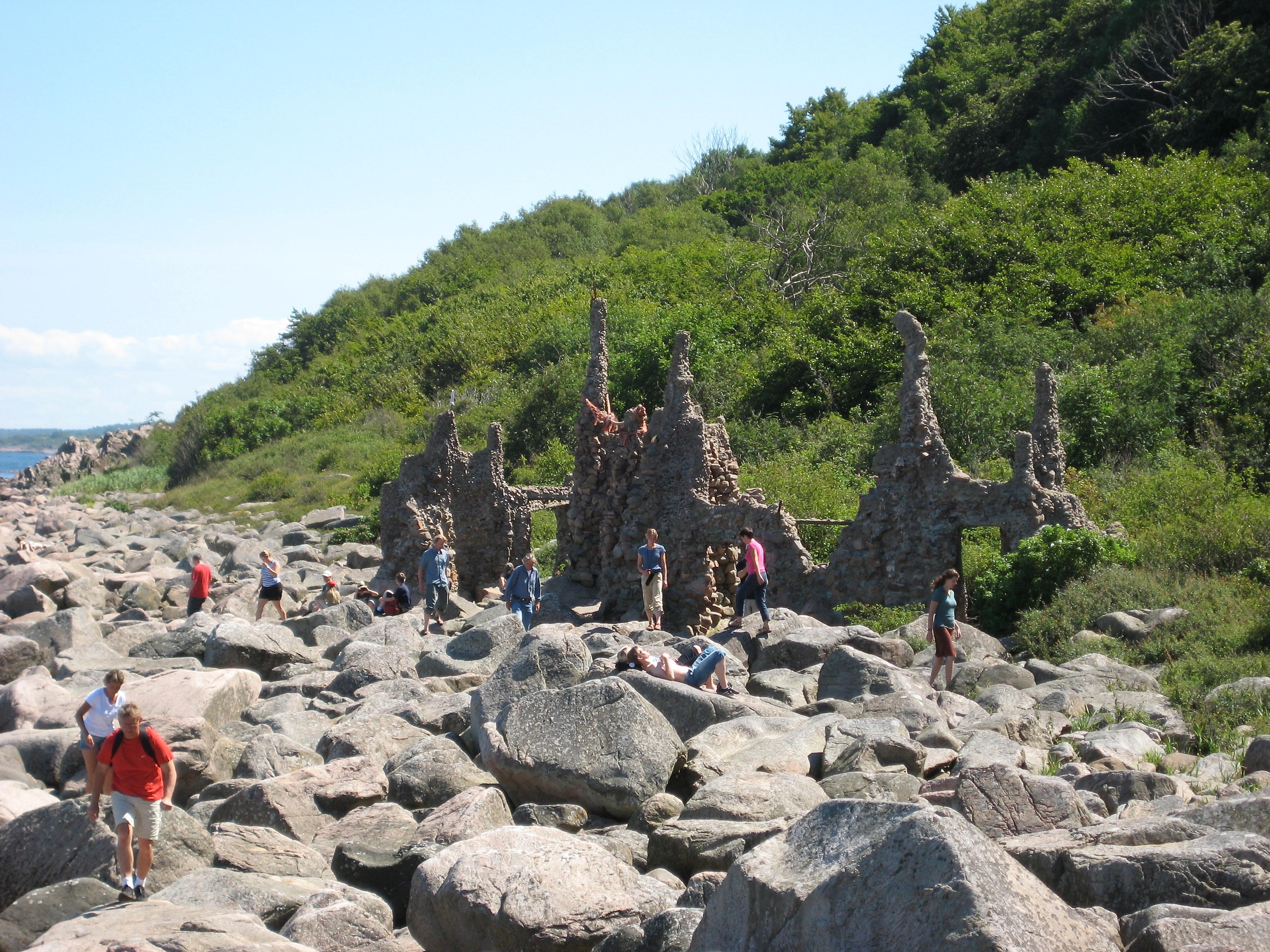
Arx i Ladonien

Ladonien har en egen flagga och två nationalsånger. Landet har även en egen valuta, örtug. Huvudspråket är latin, men även ett flertal andra språk accepteras. Ladonien ger ut egna frimärken. Postväsendet består i att man får tillstånd att leverera brevet själv. 
Medborgarskap i Ladonien är gratis. Vill man bli adlig så kostar det 30 USD. 2010 var antalet medborgare enligt uppgift 15 000. Alla Ladoniens medborgare är nomader som besöker konstverken Nimis och Arx när de är i landet.
Ladonien är en remoni, en republikansk monarki som har både kungligheter och president. Presidenten väljs var tredje år. Det senaste presidentvalet (2010) vanns inte av en person, och ingen kom heller tvåa. Tidigare president och vice-president har varit Fredrik Axwik och Kicki von Hankell. Fredrik Axwik är konstminister sedan 1998, och han har förlagt en hel del av sitt konstnärskap i Ladonien. Lars Vilks var statssekreterare. 
Ladoniens webbsida med uppmaning om att söka medborgarskap har lett till att flera tusen asylsökande från fattiga länder sökt medborgarskap, i förhoppning att kunna lämna sina hemländer.
Ladonien har förklarat krig mot Sverige 2003 och San Marino 2004.